# IC 4013
IC 4013 је појединачна звијезда у сазвјежђу Ловачки пси која се налази на листи објеката дубоког неба у Индекс каталогу.
Деклинација објекта је + 37° 11' 54" а ректасцензија 12h 59m 57,9s.